# Раян Сачір
Раян Сачір (англ. Ryan Sachire; нар. 2 квітня 1978) — колишній американський тенісист.
Завершив кар'єру 2004 року.